# Almeidaia
Almeidaia is een geslacht van vlinders uit de familie nachtpauwogen (Saturniidae). De wetenschappelijke naam van het geslacht werd in 1937 gepubliceerd door Lauro Travassos. De typesoort van het geslacht is Almeidaia romualdoi Travassos, 1937.

## Soorten
- Almeidaia aidae Mielke & Casagrande, 1981
- Almeidaia romualdoi Travassos, 1937